# Premio UPC
El Premio UPC, concedido desde 1991 por la Universidad Politécnica de Cataluña, fue considerado uno de los premios más importantes, específicamente dedicados a la ciencia ficción, en España y, que en palabras del escritor, Brian W. Aldiss: «...el premio europeo con mayor prestigio en la ciencia ficción»[cita requerida].
Se podría destacar como la edad de oro de este premio el año 1994:

...Mike Resnick obtuvo, además
del UPC, los premios Hugo, Nebula y algunos otros por la publicación de “Siete vistas de
la garganta Olduvai” en la revista Isaac Asimov SF Magazine. El ganador de la mención
especial, Jack McDevitt por “Los viajeros del tiempo nunca mueren”, también fue
finalista de los citados Hugo y Nebula. Otros autores reconocidos en diversas menciones,
como Michael Bishop, Gregory Benford, Robert J. Sawyer, Kristine K. Rusch, o
Jerry Oltion fueron igualmente finalistas de otros importantes premios.
Mariano Villarreal

El año con un mayor número de obras presentadas ha sido 2020 con un número total de 136, superando el máximo de 1998 con 134.

## Evolución del premio
Originalmente el premio era anual, y se publicaba en papel por parte de Ediciones B, en su colección de género, NOVA. 
A partir del año 2009, se otorga el premio pero no se publica, manteniendo aún una dotación económica de 6000 euros al ganador además de una mención especial de 1500€ y otra mención especial para alumnos de la UPC con otros 1500€.
En el año 2011 ya no hay convocatoria. Que vuelve a aparecer en 2012, pero las obras no se publican.
En 2014 se convoca ya con las características actuales, teniendo la más baja participación hasta la fecha, 29 obras.
En el prólogo de la edición de la novela premiada en el 2014 se explican las vicisitudes del premio y se menciona la edición de las novelas no publicadas anteriormente en la colección "Ciéncia-ficció", propia de la UPC, que es el actual formato de publicación, a través de impresión bajo demanda y electrónico, y sin dotación económica:

En 2014, las condiciones de la crisis y la situación económica general de las universidades aconsejaron un cambio radical en la organización y la remuneración, con el fin de garantizar la continuidad del Premio Internacional UPC de Ciencia Ficción...

...en esta edición, no había asignada remuneración económica alguna para los ganadores.

...confiamos que el futuro nos deparará nuevas ediciones del Premio Internacional UPC de Ciencia Ficción en condiciones más "normales" y adecuadas. Por el momento, el concurso se seguirá convocando cada dos años, en espera de tiempos mejores.
Miquel Barceló

Es necesario señalar que además, el "premio", en las bases del 2016, exige al autor, que ceda los derechos de explotación de la obra galardonada, a la UPC por el periodo de un año en exclusiva, aunque luego podrá seguir haciéndolo de forma no exclusiva:

El premio consistirá en la publicación de la obra ganadora en formato digital por parte de Iniciativa Digital Politécnica en el año 2017 y en la edición en papel en la modalidad bajo pedido.

La aceptación del premio supone que el autor o autora de la obra ganadora cede en exclusiva a la UPC para todos los países, en catalán, castellano, inglés y francés, por el período de un año desde la entrega del Premio, todos los derechos de explotación en soporte digital de esta obra, incluyendo los derechos de reproducción, distribución, comunicación pública y transformación. Un año después de que el Premio haya sido otorgado, la cesión de los derechos para la edición de la obra en formato digital pasará de exclusiva a no exclusiva.
Bases de la Convocatoria 2016

En la convocatoria 2018 seguía sin haber un premio en metálico y se comprometían a publicar conjuntamente con editorial Apache Libros la obra en papel, pero exigiendo una cesión total de los derechos por parte del autor durante un periodo de cuatro años en lugar de uno, incluyendo el derecho a la "transformación" de la obra:

...El premio consistirá en la publicación de la obra ganadora en formato digital y en formato papel (...)conjuntamente entre la Universidad Politècnica de Catalunya y la editorial Apache Libros, en su colección "Biblioteca de ciencia ficción en español".

La aceptación del premio suponía que el autor o autora de la obra ganadora cede en exclusiva a la UPC (...) por el período de cuatro años desde la entrega del premio, todos los derechos de explotación en soporte papel y digital de esta obra, incluyendo los derechos de reproducción, distribución, comunicación pública y transformación.
Bases de la Convocatoria 2018

En 2020 la convocatoria recuperó el premio en metálico, 2000€ conjuntamente con la publicación de la obra por parte de editorial Apache Libros, manteniéndose con su carácter bienal y superando en 2 obras presentadas el récord de su "Edad de Oro", lo que demuestra la buena acogida de los cambios hechos.

## Ediciones

### Premio UPC 1991
- Primer premio (ex aequo)
  - Mundo de dioses, de Rafael Marín
  - El círculo de piedra, de Ángel Torres Quesada

- Mención especial
  - La luna quieta, de Javier Negrete

- Mención UPC
  - Tan sólo un error, de Rafael Mayor Plou, estudiante de la Escuela Técnica Superior de Arquitectura de Barcelona

### Premio UPC 1992
- Primer premio
  - Naves en la noche, de Jack McDevitt

- Mención especial
  - Puede usted llamarme Bob, señor, de Mercè Roigé Casals

- Mención UPC
  - Qui vol el planglós?, de Antoni Olivé Ramón (Barcelona), catedrático de la Facultad de Informática de Barcelona

### Premio UPC 1993
- Primer premio
  - El mundo de Yarek, de Elia Barceló

- Mención especial
  - Nuestra señora de la máquina, de Alan Dean Foster

- Mención UPC (ex aequo)
  - Baibaj, de Gustavo Santos y Henry Humberto Rojas (Barcelona)
  - Las trece estrellas, de Alberto Abadía (Barcelona)

### Premio UPC 1994
- Primer premio (ex aequo)
  - Siete vistas sobre la garganta Olduvai, de Mike Resnick  (Estados Unidos)
  - De otro tiempo, mi amor, de Rick Neube

- Mención especial
  - Los viajeros del tiempo nunca mueren, de Jack McDevit

- Mención UPC
  - O.G.M, de Xavier Pacheco y José Antonio Bonilla (Barcelona)

### Premio UPC 1995
- Primer premio
  - El coleccionista de sellos, de César Mallorquí

- Mención especial
  - Lux Aeterna, de Javier Negrete

- Mención UPC
  - Segadores de vida, de Xavier Pacheco y José Antonio Bonilla

### Premio UPC 1996
- Primer premio
  - Los ojos de un dios en celo, de Carlos Gardini  (Argentina)

- Mención especial
  - Hélice, de Robert J. Sawyer (Canadá)

- Mención UPC
  - Cena recalentada, de Jordi Miró Miranda (Barcelona), estudiante de la Facultad de Informática de Barcelona

### Premio UPC 1997
- Primer premio (ex aequo)
  - Psicoespacio, de Robert J. Sawyer (Canadá)
  - El salvador de almas, de James Stevens-Arce

- Mención especial (ex aequo)
  - La máquina de Plymblikot, de Daniel Mares
  - Bienvenidos al bicentenario del fin del mundo, de Domingo Santos

- Mención UPC
  - N'Znegt, de Xavier Pacheco y Josep Antoni Bonilla

### Premio UPC 1998
- Primer premio
  - Universo monolítico, de Robert J. Sawyer  (Canadá)

- Mención especial (ex aequo)
  - Este relámpago, esta locura, de Rodolfo Martínez
  - GRACOS, de Gabriel Trujillo (México)

- Mención UPC
  - Fuego sobre San Juan, de Javier Sánchez-Reyes, profesor del Departamento de Ingeniería Mecánica de la UPC y Pedro A. García Bilbao (España)

### Premio UPC 1999
- Primer premio (ex aequo)
  - Homunculus (novela), de Alejandro Mier G. Cadaval (México)
  - Iménez, de Luis Alfonso Noriega Hederich (Colombia)

- Mención especial
  - IA, de Daniel Mares

- Mención UPC
  - El día en que morí, de Fermín Sánchez Carracedo (Barcelona), profesor de la UPC desde 1987 y doctor en Informática

### Premio UPC 2000
- Primer premio (ex aequo)
  - Buscador de sombras, de Javier Negrete
  - Salir de fase, de José Antonio Cotrina

- Mención especial
  - Del cielo profundo i del abismo, de José Luis Zárate Herrera (México)

- Mención UPC
  - Halhgol, de Miquel López Pombo (Barcelona), estudiante de la Escuela Universitária Politécnica de Barcelona

### Premio UPC 2001
- Primer premio
  - El libro de las voces, de Carlos Gardini (Argentina)

- Mención especial
  - El mito de Er, de Javier Negrete

- Mención UPC
  - El avatar del mono enamorado, de Jaume Valor (Barcelona), profesor asociado del Departamento Proyectos de Arquitectura
  - Planeta X, de Manuel González (Barcelona), estudiante de la Facultad de Informática de Barcelona

### Premio UPC 2002
- Primer premio (ex aequo)
  - Escamas de Cristal, de Pablo Villaseñor Muñoz
  - La ruta a trascendencia, de Alejandro Javier Alonso

- Mención especial
  - Rejet, de Rosseti Christophe Franco

- Mención UPC (ex aequo)
  - Teorema, de Irene da Rocha Fort (Barcelona), estudiante de la Escuela Técnica Superior de Ingeniería de Telecomunicaciones de Barcelona de la UPC
  - Odisea, de Fermín Sánchez Carracedo (Barcelona), profesor del Departamento de Arquitectura de Computadores de la UPC

### Premio UPC 2003
- Primer premio
  - Traficantes de leyendas, de Jordi Font-Agustí

- Mención especial (ex aequo)
  - Polvo rojo, de José Miguel Sánchez Gómez
  - Sueños de interfaz, de Vladimir Hernández Pacín

- Mención UPC (ex aequo)
  - Vlad Harkov y La Puerta Negra, de Manuel González González (Barcelona), estudiante de la Facultad de Informática de Barcelona (FIB)
  - El Mago de Gondlaar, de Ángel Luis Miranda Barreras (Barcelona), profesor de la Escuela Universitaria de Ingeniería Técnica Industrial de Barcelona (ETSETB)

### Premio UPC 2004
- Primer premio
  - Identity Theft (Robatori d’identitats), de Robert J. Sawyer (Canadá)

- Mención especial (ex aequo)
  - Siccus, de Miguel Luis Hoyuelos
  - Las lunas invisibles, de Manuel Santos Varela

- Mención UPC
  - El ocio de los sanos, de Santiago Egido Arteaga (Barcelona), investigador de la Universidad durante los cursos 2002-2003 y 2003-2004.

### Premio UPC 2005
- Primer premio
  - Driving into the wreck, de Kristine K. Rusch

- Mención especial
  - Semiótica para los lobos, de Vladimir Hernández

- Mención UPC (ex aequo)
  - Òbol, de Eugeni Guillem de San Quirico de Tarrasa (Barcelona), estudiante de cuarto curso de la Escuela Técnica Superior de Ingenierías Industriales y Aeronáutica de Tarrasa (ETSEIAT)
  - P.I.C, de Albert Solanes de San Cugat del Vallés (Barcelona), estudiante de tercer curso de la Escuela Universitaria de Óptica y Optometría de Tarrasa (EUOOT).

### Premio UPC 2006
- Primer premio (ex aequo)
  - Trinidad, de Jorge Baradit (Chile)
  - El informe cronocorp, de Miguel Ángel López Muñoz

- Mención especial
  - El fin del mundo, de Kristine K. Rusch

- Mención de aprecio
  - Carne verdadera, de Sergio Gaut vel Hartman
  - Cuarenta siglos os contemplan, de Sergio Mars (España)
  - L'épée de jbril, de Alain Le Bussy (Bèlgica)
  - Transcenso, de Rodrigo Moreno Flores (España)

- Mención UPC
  - Crónicas de malham, de Ángel Luis Miranda Barreras

### Premio UPC 2007
- Primer premio (ex aequo)
  - Belcebú en llamas, de Carlos Gardini (Argentina)
  - Defending Elysium, de Brandon Sanderson (Estados Unidos)

- Mención especial
  - Records d'una altra vida, de Jordi Guàrdia Torrent (Lérida)

- Mención UPC
  - Tricord (Tres cordes i una sola melodia), de Joan Baptista Fonollosa y Guardiet (Barcelona)

- Finalista de la Mención UPC
  - Memòria de Lerna, de Albert Solanes Parra (Sant Cugat del Vallès)

### Premio UPC 2008
- Primer premio
  - La cosecha del centauro, de Eduardo Gallego (Almería) y Guillem Sánchez i Gómez (Mataró)

- Mención especial
  - Las fleurs de Vlau, de Alain Le Bussy (en francés) (Bélgica)

- Mención de aprecio
  - Los nexos del tiempo de Rodrigo Moreno Flores (Madrid).
  - S por Salomon, S por Sussman, de José Miguel Sánchez Gómez (Yoss) (Cuba)
  - El dragón de Schrödinger, de Vladimir Hernández Pacín (Barcelona)

- Mención UPC
  - Los Ángeles de la Inmortalidad, de Gerardo Benicio Da Fonseca (Brasil)

- Finalista de la Mención UPC
  - Espacio límite, de Eric Ros Ben-Hassan (Martorell)

### Premio UPC 2009
- Primer premio
  - Bis, de Roberto Sanhueza Hormazábal (Chile)

- Mención especial
  - Femtopetas, de Claude Eckenschwiller (Francia)

- Mención UPC
  - Oper, de Jesús Otero Yugat (Barcelona)

### Premio UPC 2010
- Primer premio
  - Super extra grande, de José Miguel Sánchez Gómez (Yoss), Cuba

- Mención especial
  - La caja cúfica, de Juan Miguel Aguilera Baixauli, España

- Mención UPC
  - Una recerca en dos temps, de Joaquim Casal i Fàbrega, España

### Premio UPC 2012
- Primer premio
  - La epopeya de los amantes, de Miguel Santander García (Valladolid)

- Mención especial (ex aequo)
  - Naturaleza humana, de César Mallorquí (Madrid)
  - Horus, de Manuel Santos Varela (Zaragoza)

- Menciones en el acta del jurado
  - Tilepadeion, de Joaquim Casal (Barcelona)
  - Shadow cast in bliss, de Marcelo Antonio Sáez Worsley (Ávila)
  - El umbral del futuro, de Miguel Chamizo Jódar (Barcelona)

- Mención UPC
  - Esperion. Réquiem de una estrella, de Oscar Lorente Espin (Barcelona)

### Premio UPC 2014
- Primer premio
  - El año del gato, de Roberto Sanhueza (Los Ángeles, Chile)

- Mención especial
  - El crit de les ultracoses, de David Ruiz (Vilafant, Gerona)

- Menciones en el acta del jurado
  - Les souterrains du temps, de Claude Ecken (Béziers, Francia)
  - Karma 6, de Francisco Gutiérrez Melguizo (Granada)

- Mención UPC
  - (Queda desierto al no haber ninguna novela que cumpla los requisitos)

### Premio UPC 2016
- Primer premio
  - Éxodo (o cómo salvar a la reina), de David Luna Lorenzo (Toledo)

- Mención especial
  - Los Santos conspiradores del tiempo, de Marcelo Artal (Santa Fe, Argentina)

- Menciones en el acta del jurado
  - Singularidad, de Marco Antonio Marcos Fernández (Cádiz)
  - Nanopirexia, de Pedro Berenguel Nieto (Lérida)
  - El hombre ha muerto larga, larga vida al hombre, de Jaime Carpio García (Santander)
  - Jinetes de la tormenta, de Javier Castañeda de la Torre (Madrid)

### Premio UPC 2018[7]
- Primer premio
  - Gutterson, por Francisco Guerrero (Barcelona, España)

- Mención
  - El estrecho borde de los campos de sal, por Carlos González Muñiz (México)
- Menciones en el acta del jurado
  - Nistagmo, por Bruno Puelles Reyna (Madrid, España)
  - Jack, por Salvador Lanzas Pellico (Barcelona, España)

### Premio UPC 2020
- Primer premio
  - Cielos clausurados, por Alberto Rodríguez (Pamplona, España)

- Mención
  - Las obras Péndulo, por Carlos Rehermann (Uruguay)
  - Otro dios caprichoso, por Sergio Gaut vel Hartman (Argentina)

- Menciones en el acta del jurado
  - Noctópolis, por David Luna.
  - Operación Místico, por Ardell Martín.
  - Incube, por Blanca Pavón.

- Menciones UPC
  - L’Epíleg, por Berta Fitó.

- Jurado compuesto por:
  - Lluís Anglada, Miquel Barceló, Josep Casanovas, Jordi José y Manuel Moreno.

### Premio UPC 2022
- Primer premio
  - La caravana de los errantes, por Raúl Gonzálvez del Águila (Almería, España)

- Mención
  - Purgatorio, de Josep Antoni Bonilla Hontoria, (Sabadell, España)
  - Aion: La línea del tiempo, de Daniel Pastrana Gallego (Ecija, España)
  - Un ejercicio en Solipsismo, de Álvaro Sánchez Elvira Carrillo, (Madrid, España)

- Mención UPC
  - El último fuego, de Joaquim Casal Fàbrega, (Barcelona, España
- Jurado compuesto por:
  - Lluís Anglada, Carme Gallego, Josep Casanovas, Jordi José, Manuel Moreno y Joan Manel Ortiz.

### Premio UPC 2024
- Primer premio (ex aequo)
  - La semana de los tecnoorgas, por Miguel Ángel López Muñoz (Madrid, España)
  - Rompenieblas en el abismo, por Raúl David Gonzalvez del Águila (San Isidro de Níjar, España)

- Mención
  - Los últimos días de la Argos, de Jesús Prieto Sánchez, (Málaga, España)
  - Greta y el hipopótamo, de Pascual Díaz García-Baltasar (San Sebastián de los Reyes, España)

- Mención UPC
  - Desierto

- Jurado compuesto por:
  - Jordi José, Lluís Anglada, Josep Casanovas, Carme Gallego, Manuel Moreno y Joan Manel Ortiz.

## Sitio oficial
- Página oficial del premio UPC
- Página sobre la ciencia ficción en la UPC

- Este artículo es una obra derivada de «Premio UPC» por editores de Alt64-wiki, disponible bajo la licencia GNU Free Documentation License 1.3 o superior.